# Ларраньяга, Хуан Антонио
Хуан Антонио Ларраньяга Гурручага (исп. Juan Antonio Larrañaga Gurruchaga; род. 3 июля 1958, Аспейтия, Испания) — испанский футболист, атакующий полузащитник. Известен по выступлениям за «Реал Сосьедад», в котором провёл всю свою карьеру.

## Клубная карьера
Ларраньяга начал карьеру футболиста в команде «Лагун Онак». В 1977 году он попал в систему клуба «Реал Сосьедад». Вначале Хуан Антонио выступал за молодёжную команду. В сезоне 1980/1981 он дебютировал в Ла Лиге. В первом же сезоне Ларраньяга выиграл чемпионат Испании, а через год вновь стал чемпионом. В 1988 году Хуан Антонио был признан Лучшим футболистом Испании. В 1994 году он завершил карьеру, сыграв за клуб 460 матчей, что является вторым результатом в истории команды.

## Международная карьера
24 февраля 1988 года в товарищеском матче против сборной Чехословакии Ларраньяга дебютировал за сборную Испании.

## Достижения
Клубная
 «Реал Сосьедад»
- Чемпионат Испании по футболу — 1980/1981
- Чемпионат Испании по футболу — 1981/1982
- Обладатель Суперкубка Испании — 1982

Индивидуальные
- Футболист года в Испании — 1988